# Commiphora pterocarpa
Commiphora pterocarpa är en tvåhjärtbladig växtart som beskrevs av Joseph Marie Henry Alfred Perrier de la Bâthie. Commiphora pterocarpa ingår i släktet Commiphora och familjen Burseraceae. Inga underarter finns listade i Catalogue of Life.